# Aelurillinae
Aelurillinae Simon, 1901 è una sottofamiglia di ragni appartenente alla famiglia Salticidae dell'ordine Araneae della classe Arachnida.

## Distribuzione
Le 4 tribù oggi note di questa sottofamiglia sono diffuse in tutta l'Eurasia e l'Africa; solo la specie Phlegra hentzi è endemica degli USA e del Canada.

## Tassonomia
A maggio 2010, gli aracnologi sono concordi nel suddividerla in quattro tribù:
- Aelurillini (9 generi)
- Flacillulini (2 generi)
- Freyini (15 generi)
- Silerini (1 genere)